# IC 4933
IC 4933 ist eine Balken-Spiralgalaxie vom Hubble-Typ SBbc im Sternbild Teleskop am Südsternhimmel. Sie ist rund 217 Millionen Lichtjahre von der Milchstraße entfernt und hat einen Durchmesser von etwa 120.000 Lichtjahren. 

Im selben Himmelsareal befinden sich u. a. die Galaxien NGC 6850, NGC 6854, IC 4919.
Das Objekt wurde am 3. Oktober 1901 von DeLisle Stewart entdeckt.